# 크린누크
크린누크(아일랜드어: Cruinniuc)는 아일랜드 신화의 얼스터 대계에 등장하는 인물이다. 울라의 부유한 농장주로, 애딸린 홀애비였다. 어느날 한 아름다운 여자가 나타나서 그와 동침하고 아이들을 키워주며 집안일을 하기 시작했는데, 자기 이름만은 절대 밝히지 않았다. 여자는 곧 임신했다.
그 뒤 어느 축제 날에 크린누크는 자기 아내가 왕의 전차보다 빠르게 달릴 수 있다고 자랑했다. 왕이 이 소리를 듣고 만삭 상태인 크린누크의 아내를 불러 강제로 자기 전차와 경주를 뛰게 시켰다. 아내가 이겼고, 결승선에서 쌍둥이를 낳았다. 그리고 그녀는 자신의 이름이 산리흐 막 임바흐의 딸 마하라고 밝힌다. 이로 인해 울라의 수도가 "마하의 쌍둥이"라는 뜻의 에번 바허라고 불리게 되었다. 마하는 자신을 고생시킨 울라의 남자들을 그들이 가장 절박한 순간에 자신이 겪었던 출산의 고통을 겪게 되리라 저주했다. 이것이 바로 쿠얼러의 소몰이 때 쿠 훌린이 혼자 싸워야 했던 이유이다.